# Tremplin Stork
Le tremplin de Stork (en russe : Аист трамплин) est un tremplin de saut à ski situé à Nijni Taguil en Russie.